# Sebastiano Mainardi

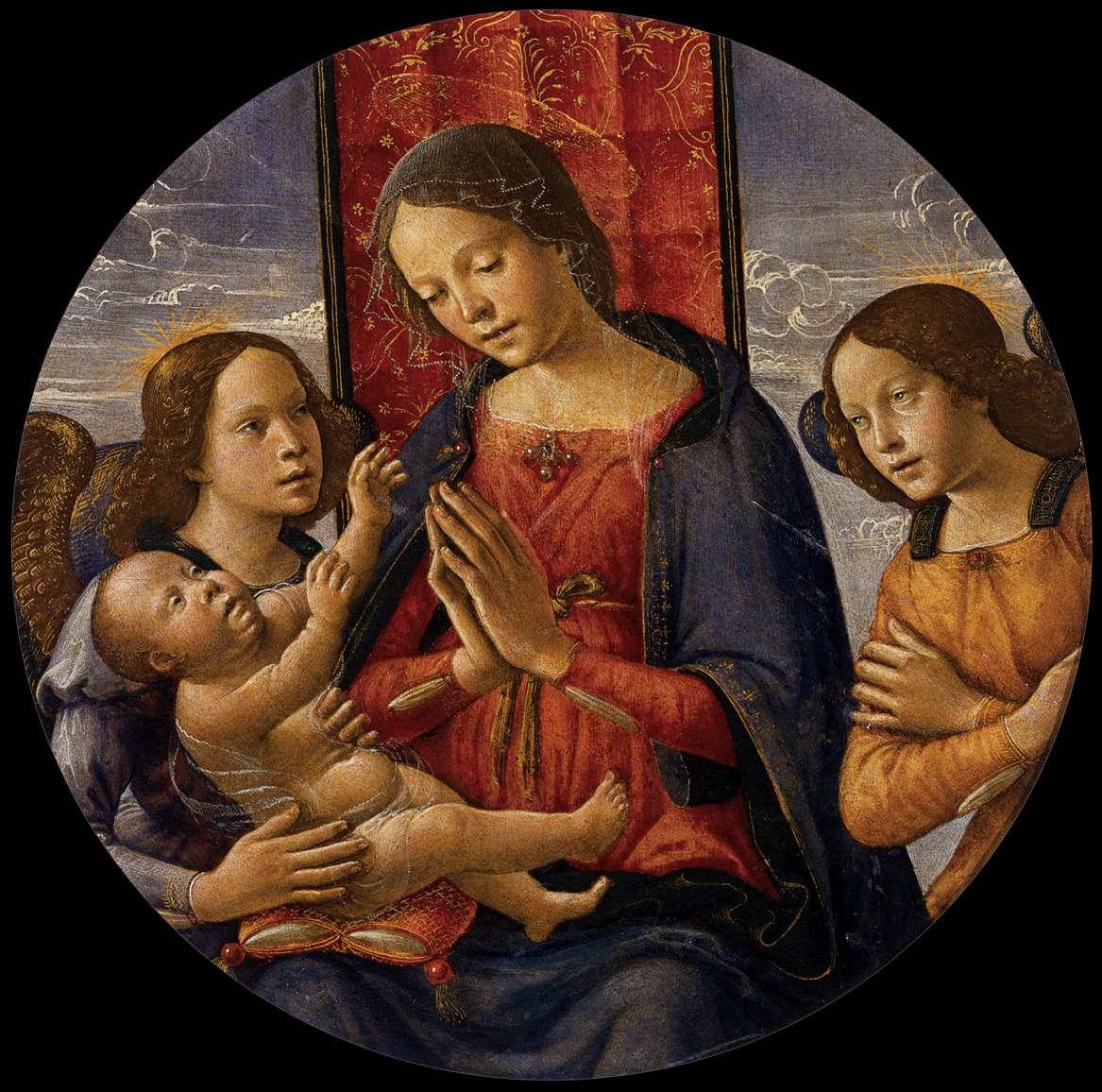
Madonna col Bambino e angeli, Fondazione Giorgio Cini, Venezia

Sebastiano Mainardi, talvolta indicato anche come Bastiano, (San Gimignano, 1460 – Firenze, 1513), è stato un pittore italiano, esponente del Rinascimento. Collaborò nella bottega di suo cognato Domenico Ghirlandaio, al cui stile attinse molto.

## Biografia
Lavorò soprattutto a Firenze e San Gimignano, e il suo stile, oltre che dal Ghirlandaio, è influenzato anche dalla pittura del Verrocchio.
Le sue prime opere sono le grandi commissioni della bottega del Ghirlandaio: partecipò sicuramente alla decorazione della Cappella Sassetti e della Cappella Tornabuoni anche se la sua mano è difficilmente riconoscibile tra quella degli assistenti. Nel 1485 lavorò al Cenacolo del Museo Nazionale di San Marco, dove Domenico si limitò a disegnare l'insieme ed a supervisionare la realizzazione, deferendo in larga parte la pittura a Sebastiano ed a suo fratello David. In queste opere appaiono vari autoritratti di Sebastiano, spesso accanto a Domenico, riconoscibile nel giovane da capelli lunghi (secondo il Vasari).
Verso il 1480 dipinse a San Gimignano un'Annunciazione ad affresco, il cui stile è mediato dagli analoghi soggetti di Domenico e David Ghirlandaio, a loro volta elaborati dall'Annunciazione di Leonardo da Vinci agli Uffizi. Sempre a San Gimignano affrescò una serie di lunette nello Spedale di Santa Fina con i Santi Bartolo, Gimignano, Pietro martire e Niccolò. Risale alla fine del XV secolo anche la Madonna col Bambino ad affresco nella Cappella del Bargello di Firenze.
Tra le pitture su tavola vanno segnalate una serie di Madonne col Bambino (Fondazione Giorgio Cini di Venezia, chiesa dei Santi Lorenzo e Martino di Campi Bisenzio, Pinacoteca civica di San Gimignano, ecc.).
Un altro soggetto della sua pittura sono i ritratti, soprattutto femminili, nei quali raggiunse una notevole perizia tecnica, tanto da rendere incerta talvolta l'attribuzione a lui o all'illustre cognato Domenico.

## Ritratti
Secondo la testimonianza del Vasari, Sebastiano sarebbe spesso ritratto accanto a Domenico nelle opere della bottega del Ghirlandaio. Egli sarebbe un giovane dai capelli lunghi che compare nella Cappella Sassetti (San Francesco resuscita il fanciullo) e nella Cappella Tornabuoni (Annuncio dell'angelo a Zaccaria, Cacciata di Gioacchino e forse fece da modello anche per il giovane ignudo che attende il battesimo nel Battesimo di Cristo, da alcuni attribuito al giovane Michelangelo).

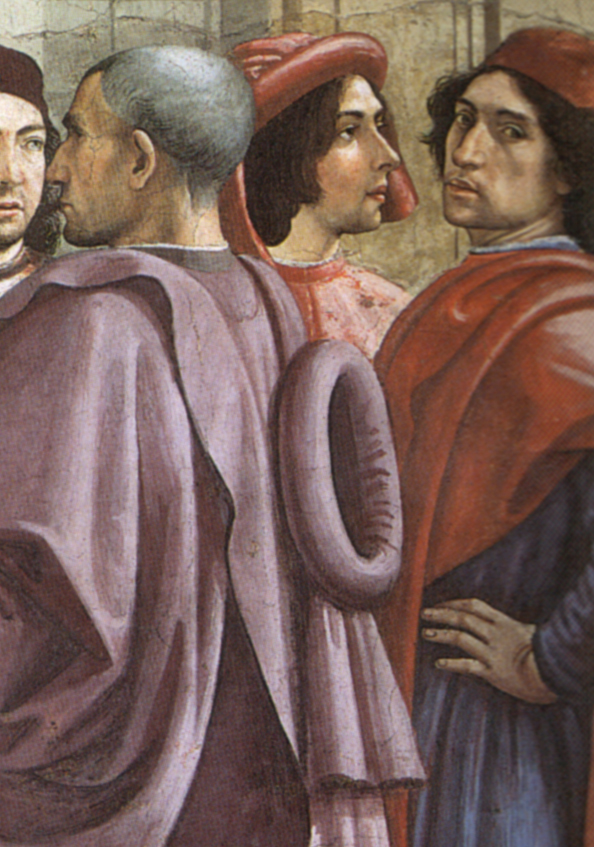
Cappella Sassetti, Resurrezione del fanciullo, da sinistra David Ghirlandaio, Sebastiano Mainardi e Domenico Ghirlandaio
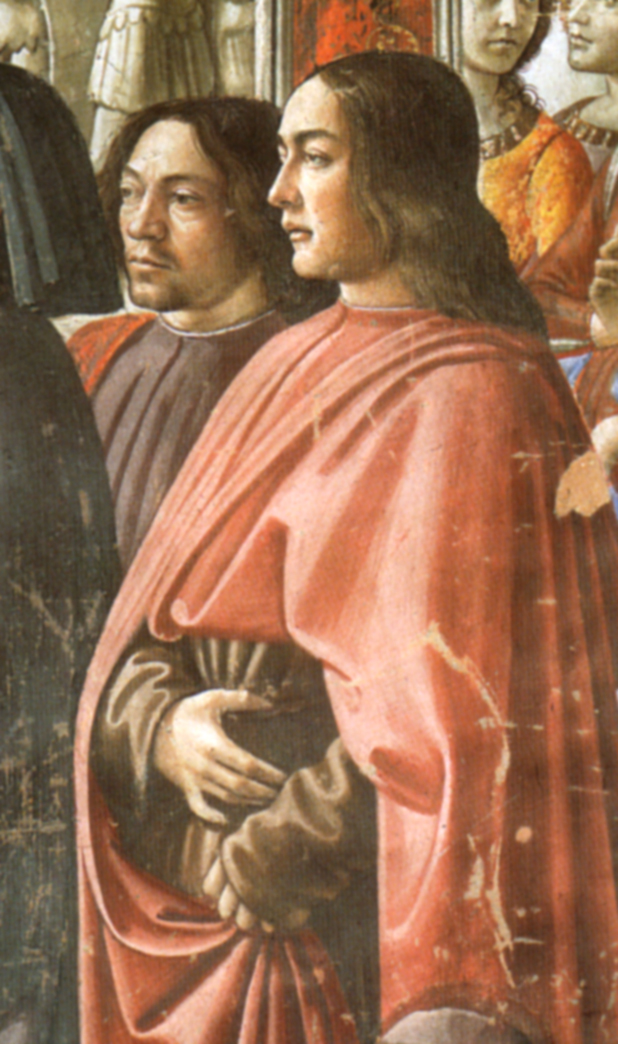
Cappella Tornabuoni, Annuncio dell'angelo a Zaccaria, Domenico (sinistra) e Sebastiano (destra)
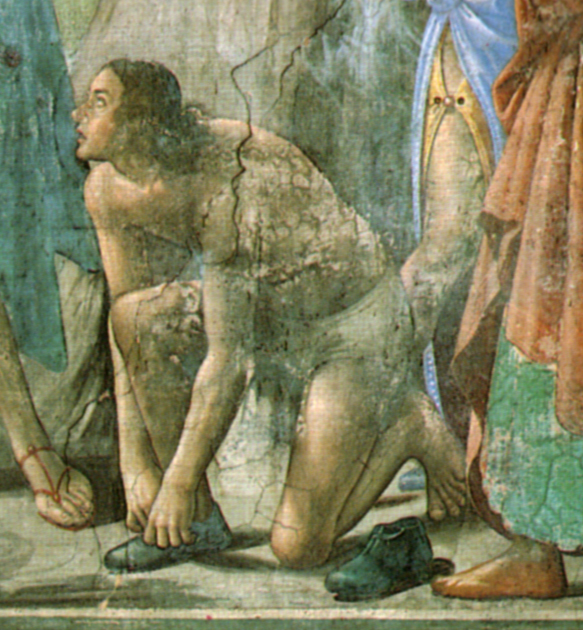
Cappella Tornabuoni, Battesimo di Cristo (dettaglio)
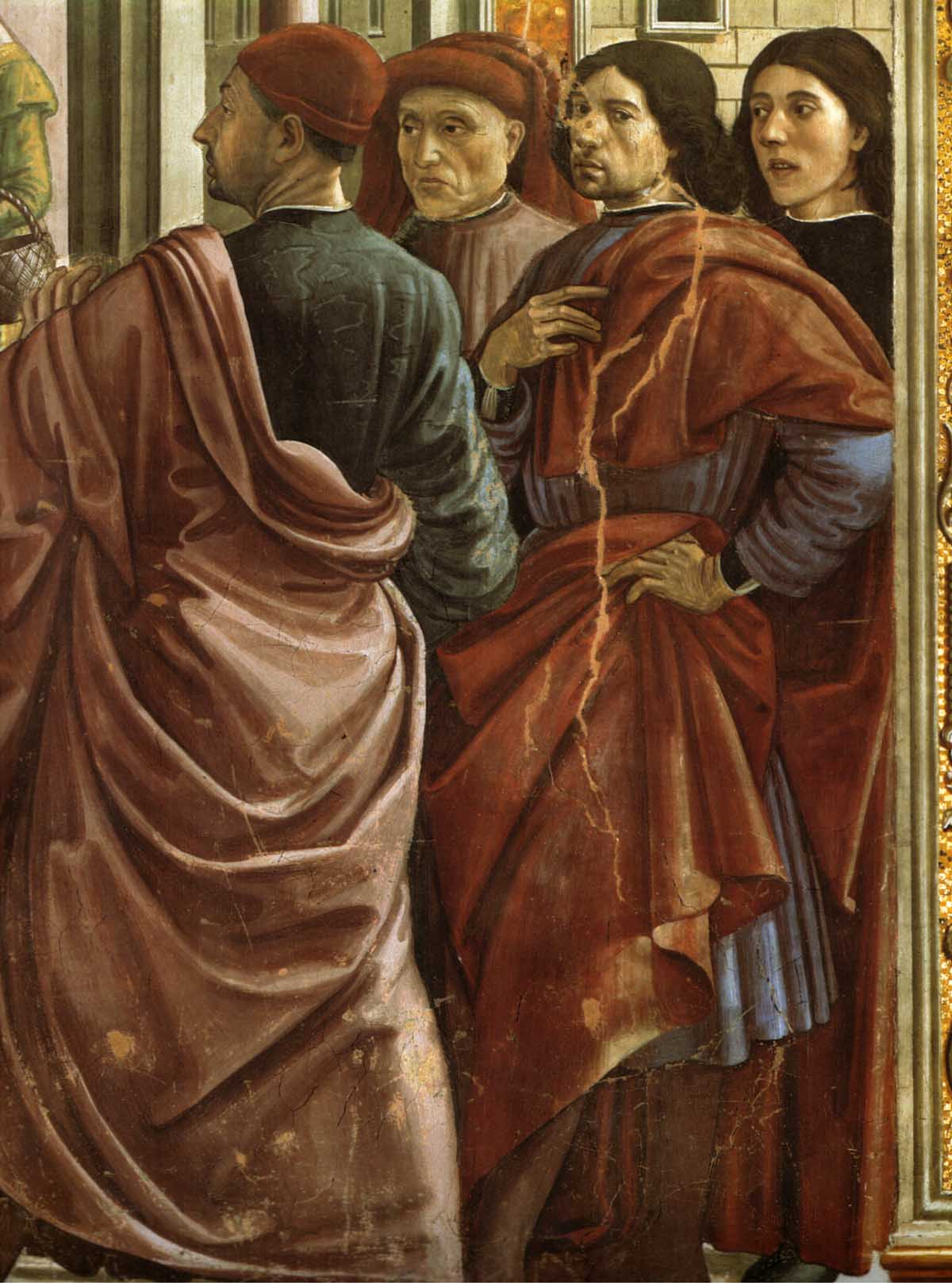
Cappella Tornabuoni, Cacciata di Gioacchino (dettaglio), da sinistra David Ghirlandaio, Tommaso Bigordi, Domenico Ghirlandaio e Sebastiano Mainardi